# ایرمو (کارولینای جنوبی)
ایرمو(به انگلیسی: Irmo) شهری در ایالت کارولینای جنوبی کشور ایالات متحده آمریکا است که جمعیت آن در سرشماری سال ۲۰۱۰ میلادی، ۱۱٬۰۹۷ نفر بوده‌است.